# Ratpenat cuallarg de Medje
El ratpenat cuallarg de Medje (Mops congicus) és una espècie de ratpenat de la família dels molòssids que es troba al Camerun, Ghana, Nigèria, la República Democràtica del Congo i Uganda.